# Bertrand Mathieu
Pour les articles homonymes, voir Mathieu.
Bertrand Mathieu, né le 19 juillet 1956, est un juriste français, spécialiste de droit constitutionnel. Il est professeur à l'École de droit de la Sorbonne de l'université Paris 1 Panthéon-Sorbonne.

## Biographie

### Jeunesse et études
Bertrand Mathieu est titulaire de deux DEA, l'un de science politique (1979) et l'autre d'histoire du droit (1980). Il est également  titulaire d'un doctorat en droit et est agrégé de droit public.

### Parcours professionnel
Il a été professeur à l'Institut d'études politiques de Lyon ainsi qu'à la faculté de droit et de science politique de l’université de Bourgogne (1992-1998). Son domaine de recherche porte essentiellement sur le droit constitutionnel.
Il est depuis 1998, professeur à l’université de Paris 1 Panthéon-Sorbonne, où il dirige avec Michel Verpeaux le centre de recherches en droit constitutionnel.
Avec Michel Verpeaux, il fonde le Master 2 droit constitutionnel et droits fondamentaux à l'université Paris 1 Panthéon-Sorbonne dans les années 2010 et le codirige pendant plusieurs années. Il est par ailleurs le directeur des Cahiers constitutionnels de l'Université Paris I et de la revue Constitutions publiés chez Dalloz.
Il est nommé conseiller d’État en service extraordinaire, à compter du 1er octobre 2017.

### Autres activités
Il a été président de l'Association française de droit constitutionnel. Il est également membre du Groupe européen de droit public, de l'Institut international des droits de l'homme René Cassin et de la Société française de législation comparée.
Il a été membre de la Commission de réflexion sur le statut pénal du Chef de l’État (2002) et du Comité de réflexion sur la modernisation et le rééquilibrage des institutions mis en place par le Président de la République Nicolas Sarkozy (juillet 2007).
Constitutionnaliste réputé, Bertrand Mathieu intervient régulièrement dans la presse, spécialisée comme générale.
Il est membre Conseil supérieur de la magistrature (CSM), en tant que personnalité extérieure, désignée par le président de l’Assemblée nationale Bernard Accoyer, pour la période 2011-2015.
Il était membre de la Haute autorité de la Primaire, chargée de superviser la primaire présidentielle des Républicains de 2016 en définissant le cadre d’organisation du scrutin, veillant à sa régularité et à l’égalité entre les candidats.

## Publications
- Droit constitutionnel et droit civil : de vieilles outres pour un vin nouveau, 1994
- Contentieux constitutionnel des droits fondamentaux, LGDJ, 2002.
- La loi, Dalloz, 2004.
- Droit constitutionnel, PUF, 2004.
- Textes constitutionnels de la Ve République, en collaboration avec Michel Verpeaux, PUF, 2005.
- Le droit à la vie, Éditions du Conseil de l'Europe, 2005[6].
- Droit de la santé, PUF, 2007.
- Manuel de droit constitutionnel, LGDJ, 2008.
- Institutions politiques et droit constitutionnel, en collaboration avec Philippe Ardant, LGDJ, 2009.
- La bioéthique, Dalloz, 2009.
- Constitution et responsabilité : Des responsabilités aux bases constitutionnelles des droits de la responsabilité, en collaboration avec Xavier Bioy et Michel Troper, collection Grands colloques, 2009.
- Constitution : rien ne bouge et tout change, Lextenso éditions, 2013.
- Justice et politique : la déchirure ?, LGDJ, 2015,  (ISBN 978-2-275-04740-9)
- Du Conseil supérieur de la magistrature à un Conseil de justice ? Perspectives et conditions d'une réforme CSM, Revue française de criminologie et de droit pénal, vol.6, avril 2016
- Le droit contre la démocratie ? LGDJ, collection Forum, juin 2017
- Les grandes délibérations du conseil constitutionnel 1958-1983, en collaboration avec Dominique Rousseau, Xavier Philippe, Jean-Pierre Machelon et Ferdinand Mélin-Soucramanien, Dalloz, 2009